# Stichopogon umkomaasensis
Stichopogon umkomaasensis är en tvåvingeart som beskrevs av H. Oldroyd 1974. Stichopogon umkomaasensis ingår i släktet Stichopogon och familjen rovflugor. Inga underarter finns listade i Catalogue of Life.